# John Corbett
John Corbett (Wheeling, Nyugat-Virginia, 1961. május 9. –) amerikai színész, country énekes.

## Élete
Wheelingben (Nyugat-Virginia) született. Az Ohio folyó közelében található lakótelepen nőtt fel. Anyja és mostohaapja nevelték fel. Mindketten Corbett nagybacsijának, Phillip-nek a diszkójában dolgoztak. Katolikus hitben nevelkedett, és hét évig ministráns volt a wheelingi St. Joseph's Cathedral katedrálisban. Apja az ohiói Bellaire-ben nőtt fel, és Jehova tanúinak tagja volt. Anyja zsidó származású volt.
Hét éves korában kezdett gitározni, 16 éves korában pedig biztonsági őr volt a Capitol Music Hallban. 1979-ben érettségizett a Wheeling Central Catholic High School tanulójaként.
Érettségi után a kaliforniai Bellflowerbe költözött, hogy apjával és mostohaanyjával éljen. Hat évig a Kaiser Steel cégnél dolgozott. Egy évig  seriffnek tanult, de végül megbukott a vizsgán. Kilépett a gyárból, miután megsérült a háta. A Cerritos College-en folytatta tanulmányait; fodrászleckéket vett és színészetet is tanult. Elmondása szerint "nappal fodrásziskolába jártam, éjjel pedig színészetet tanultam." Ezt követően a Samsung egyik reklámjában szerepelt, három év múlva pedig már 50 reklámban tűnt fel.

## Magánélete
Corbett katolikusnak nevelkedett, és az 1980-as években „megismerkedett” az újszülött kereszténységgel, „mielőtt visszatért volna katolikus gyökereihez”. 2002-ben ismerte meg Bo Derek színésznőt egy vakrandin. 2020 decemberében házasodtak össze. A házaspár a kaliforniai Santa Ynezben él egy farmon két német juhászkutyájukkal és négy lovukkal.

## Filmográfia

### Film
| Év   | Magyar cím                                | Eredeti cím                            | Szerep                | Magyar hang                      |
| ---- | ----------------------------------------- | -------------------------------------- | --------------------- | -------------------------------- |
| 1987 | Testőrbőrben                              | Someone to Watch Over Me               | Walker (cameo)        |                                  |
| 1991 | Intruderek támadása                       | Flight of the Intruder                 | "Big Augie"           |                                  |
| 1993 | Tombstone – A halott város                | Tombstone                              | Johnny Barnes         |                                  |
| 1996 |                                           | Wedding Bell Blues                     | Cary Maynard Philco   |                                  |
| 1997 | Tűzhányó                                  | Volcano                                | Norman Calder         | Bede-Fazekas Szabolcs            |
| 2000 | Maffia az étteremben                      | Dinner Rush                            | Ken Roloff            |                                  |
| 2000 | Csajok, mindent bele!                     | Desperate But Not Serious              | Jonathan Silver       | Laklóth Aladár                   |
| 2001 | Táncos visszatér                          | Prancer Returns                        | Tom Sullivan          |                                  |
| 2001 | Szerelem a végzeten                       | Serendipity                            | Lars Hammond          | Megyeri János                    |
| 2002 | Bazi nagy görög lagzi                     | My Big Fat Greek Wedding               | Ian Miller            | Széles László                    |
| 2003 |                                           | My Dinner with Jimi                    | Henry Diltz           |                                  |
| 2004 | Kisanyám – Avagy mostantól minden más     | Raising Helen                          | Dan Parker            | Széles László                    |
| 2004 | Mindörökké Elvis                          | Elvis Has Left the Building            | Miles Taylor          | Viczián Ottó                     |
| 2004 | Sztár születik                            | Raise Your Voice                       | Mr. Torvald           | Laklóth Aladár                   |
| 2005 | Szerelmes Cyrano                          | Bigger Than the Sky                    | Michael Degan         |                                  |
| 2006 | A magam útján                             | Dreamland                              | Henry                 |                                  |
| 2007 | A Hírnök                                  | The Messengers                         | John Burwell          | Varga Rókus                      |
| 2008 | Az utca királyai                          | Street Kings                           | Dante Demille nyomozó | Forgács Péter                    |
| 2008 | Megváltás                                 | The Burning Plain                      | John                  | 1. Laklóth Aladár 2. Varga Gábor |
| 2009 | Segítség, gyereket várok!                 | Baby on Board                          | Danny Chambers        | Czvetkó Sándor                   |
| 2009 | Bazi rossz Valentin-nap                   | I Hate Valentine's Day                 | Greg Gatlin           | Forgács Péter                    |
| 2010 | Szex és New York 2.                       | Sex and the City 2                     | Aidan Shaw            | Haás Vander Péter                |
| 2010 | Ramona és Beezus: A kaland házhoz jön     | Ramona and Beezus                      | Robert Quimby         | Juhász György                    |
| 2014 |                                           | Kiss Me                                | Chance                |                                  |
| 2014 | A hasonmás                                | The Lookalike                          | Bobby Zan             | Viczián Ottó                     |
| 2015 | A szomszéd fiú                            | The Boy Next Door                      | Garrett Peterson      | Fekete Ernő                      |
| 2016 | Bazi nagy görög lagzi 2.                  | My Big Fat Greek Wedding 2             | Ian Miller            | Széles László                    |
| 2016 |                                           | My Dead Boyfriend                      | Primo Schultz         |                                  |
| 2017 |                                           | All Saints                             | Michael Spurlock      |                                  |
| 2018 |                                           | God's Not Dead: A Light in Darkness    | Pearce Hill           |                                  |
| 2018 | A fiúknak, akiket valaha szerettem        | To All the Boys I've Loved Before      | Dr. Dan Covey         | Czvetkó Sándor                   |
| 2019 | A Hallgatás                               | The Silence                            | Glenn                 |                                  |
| 2019 | Az ösvény                                 | Gully                                  | Mr. Charlie           |                                  |
| 2019 | 47 méter mélyen 2.                        | 47 Meters Down: Uncaged                | Grant                 | Czvetkó Sándor                   |
| 2020 | A fiúknak – Utóirat: Még mindig szeretlek | To All the Boys: P.S. I Still Love You | Dr. Dan Covey         | Czvetkó Sándor                   |
| 2021 | A fiúknak – Örökkön örökké                | To All the Boys: Always and Forever    | Dr. Dan Covey         | Czvetkó Sándor                   |
| 2023 | Bazi nagy görög lagzi 3.                  | My Big Fat Greek Wedding 3             | Ian Miller            | Czvetkó Sándor                   |

### Televízió
| Év        | Magyar cím           | Eredeti cím                        | Szerep                  | Megjegyzés                                    |
| --------- | -------------------- | ---------------------------------- | ----------------------- | --------------------------------------------- |
| 1988      |                      | The Wonder Years                   | Louis                   | "Angel"                                       |
| 1990–1995 | Miért éppen Alaszka? | Northern Exposure                  | Chris Stevens           | 110 epizód                                    |
| 1995–1996 |                      | Days of Our Lives                  | kórházi adminisztrátor  | 4 epizód                                      |
| 1996      |                      | Innocent Victims                   | Tim Hennis              | tévéfilm                                      |
| 1996      | Ne nézz vissza!      | Don't Look Back                    | Morgan Rose             | tévéfilm                                      |
| 1996      | A Morrison tragédia  | The Morrison Murders               | Walker Morrison         | tévéfilm                                      |
| 1997–1998 | A látogató           | The Visitor                        | Adam MacArthur          | 13 epizód                                     |
| 1998      |                      | The Warlord: Battle for the Galaxy | Justin Thorpe           | tévéfilm                                      |
| 1999      | Lángoló égbolt       | The Sky's On Fire                  | Dr. Evan Thorne         | tévéfilm                                      |
| 1999      | Zsarucsalád akcióban | To Serve and Protect               | Brad                    |                                               |
| 2000      | Földcsuszamlás       | On Hostile Ground                  | Matt Andrews            |                                               |
| 2000–2003 | Szex és New York     | Sex and the City                   | Aidan Shaw              | 22 epizód magyar hangja Haás Vander Péter     |
| 2001      |                      | Private Lies                       | David                   | tévéfilm                                      |
| 2003      |                      | Lucky                              | Michael Linkletter      | 13 epizód                                     |
| 2003      |                      | Gary the Rat                       | Frank Spillogotoriettio | "This Is Not a Pipe"                          |
| 2005      |                      | Jagd nach Gerechtigkeit            | John Tanner százados    | tévéfilm                                      |
| 2007      | Azúrkék égbolt       | Montana Sky                        | Ben McKinnon            | tévéfilm                                      |
| 2009–2011 | Tara alteregói       | United States of Tara              | Max Gregson             | 36 epizód                                     |
| 2010      |                      | November Christmas                 | Tom Marks               | tévéfilm                                      |
| 2011      |                      | Glenn Martin, DDS                  | Jim "Big Jim"           | "Glenn and the Art of Motorcycle Maintenance" |
| 2011–2015 | Vásott szülők        | Parenthood                         | Seth Holt               | 10 epizód                                     |
| 2011      |                      | Ricochet                           | Duncan Hatcher          | tévéfilm                                      |
| 2011      |                      | Hunt for the I-5 Killer            | Dave Kominek            | tévéfilm                                      |
| 2012      |                      | A Smile as Big as the Moon         | Mike Kersjes            | tévéfilm                                      |
| 2013      | NCIS: Los Angeles    | NCIS: Los Angeles                  | Roy Haines              | 2 epizód                                      |
| 2015–2016 |                      | Sex & Drugs & Rock & Roll          | Josiah Bacon            | 20 epizód                                     |
| 2016–2017 |                      | Still the King                     | Trayne Crowstown        | 4 epizód                                      |
| 2017      |                      | Mata Hari                          | Rudolph McCloud         | 4 epizód                                      |
| 2018      |                      | Portlandia                         | John Corbett            | "Peter Follows P!nk"                          |
| 2018      | Hiány                | Undone                             | Layton Hollingsworth    | 3 epizód                                      |
| 2021      |                      | Rebel                              | Grady Bello             | főszerep                                      |
| 2023      | Így jártam apátokkal | How I Met Your Father              | Robert                  | 3 epizód                                      |
| 2023      | Puszi: Kitty         | XO, Kitty                          | Dr. Dan Covey           | 2 epizód                                      |
| 2023      | És egyszer csak…     | And Just Like That...              | Aidan Shaw              | mellékszereplő magyar hangja Forgács Péter    |

## További információ
- Hivatalos oldal
- John Corbett a Facebookon
- John Corbett a PORT.hu-n (magyarul)
- John Corbett az Internetes Szinkronadatbázisban (magyarul)
- John Corbett az Internet Movie Database-ben (angolul)
- John Corbett a Rotten Tomatoeson (angolul)